# 犬島精錬所
犬島精錬所（いぬじませいれんしょ）は、岡山県邑久郡朝日村犬島（当時、現在の岡山市東区）にかつて存在した銅の精錬所。最盛期は2000人を超える従業員がいた。しかし、銅価格の暴落などにより1919年（大正8年）には操業を停止、1925年（大正14年）に廃止になった。

## 歴史
1909年（明治42年）、都窪郡中庄村（現在の倉敷市中庄）に所在する帯江鉱山の精錬所として岡山県宝伝沖2.5㎞にある犬島に開設される。この精錬所建設は、岡山の実業家・代議士で、帯江鉱山の経営者でもあった坂本金弥の主導で、当時帯江鉱山が発生させていた公害問題対策として実施された。当初の運営会社は坂本の経営する坂本合資会社であった。1913年（大正2年）、藤田組（現在のDOWAホールディングス）が買収。瀬戸内の中央買鉱精錬所を目指す意図があったといわれる。藤田組買収後、精錬所の規模が拡大され、月300トンの銅の精錬を行えるまでになった。精錬所最盛期には、島の人口は5000から6000人程度もあったといわれる。この時期は銅価格が高騰していたこともあって、銅鉱石を巡って三菱、古河、久原など12の精錬所が争奪戦を展開したといわれる。しかしながら、1916年（大正5年）にピークを迎えた銅価格は、第一次世界大戦が終息に向かうにつれて暴落。1919年（大正8年）には、ピーク時の半値にまで落ちている。この価格暴落と鉱石争奪戦によって1919年中に操業を停止した。この操業停止には、島内に自山鉱、電錬所を持たなかったことも災いしたとされる。1924年（大正13年）12月に住友合資会社が420,000円で買収した。しかし再建のめどが立たず、1925年（大正14年）廃止となった。

### 公害
元々、中庄に存在した帯江鉱山の公害対策として建設された犬島精錬所であるが、同じく銅の精錬所が建設された直島や四阪島と同じく、精錬所の煤煙による煙害を引き起こしている。当時、岡山県犬島実務学校で勤務していた歌人の太田郁郎は、この煙害を詠った歌集「毒煙」を出版している。

## その後
廃止された後は、テレビドラマの「西部警察」や映画「カンゾー先生」、「鉄人28号」のロケ地として利用されるなどした。
2001年（平成13年）、ベネッセコーポレーション会長（当時）の福武總一郎により買収。福武の設立した直島福武美術館財団により、精錬所跡を利用した犬島アートプロジェクトの一部として再利用されている。

## 写真

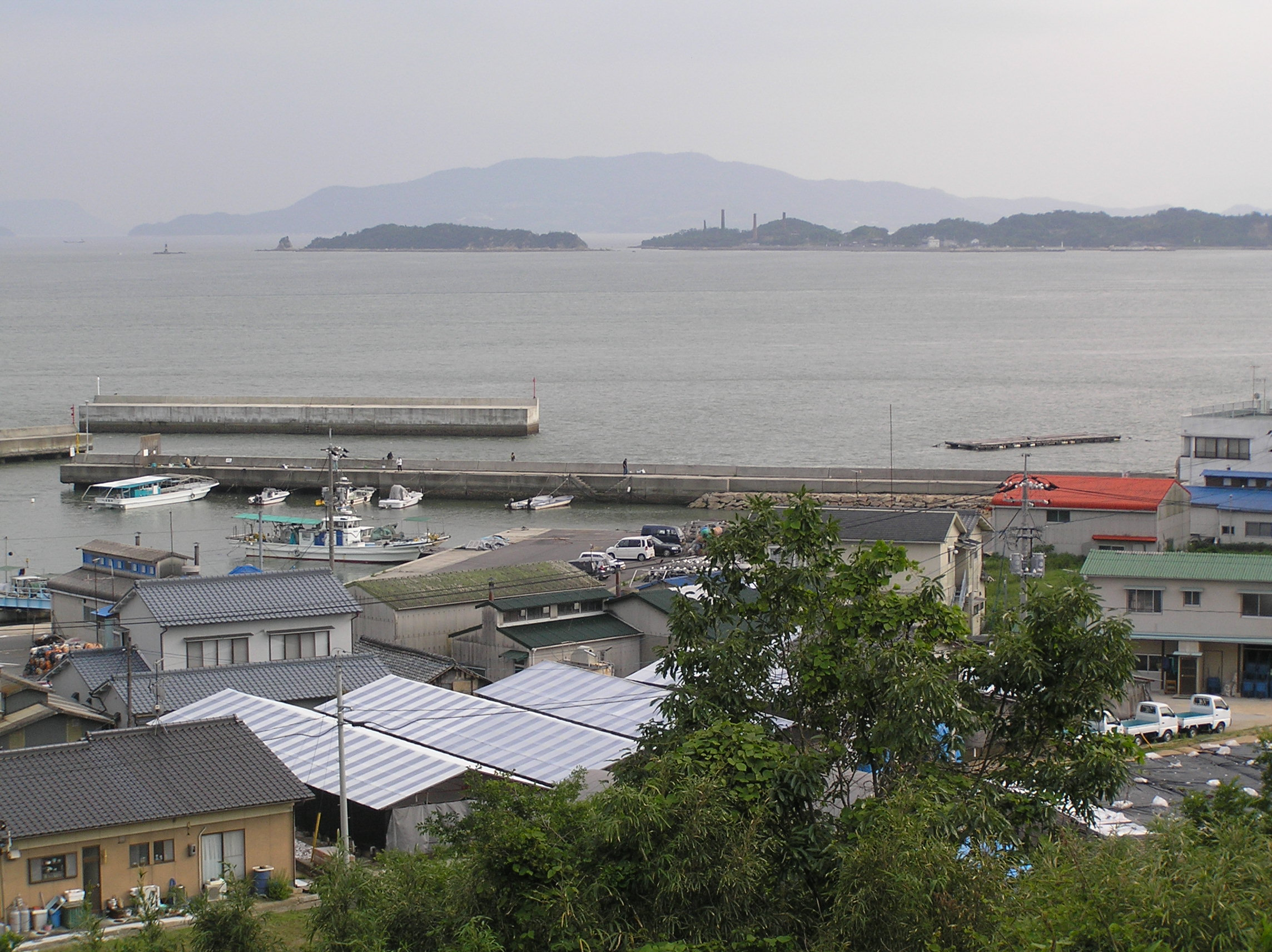
本土側から見る犬島と犬の島。
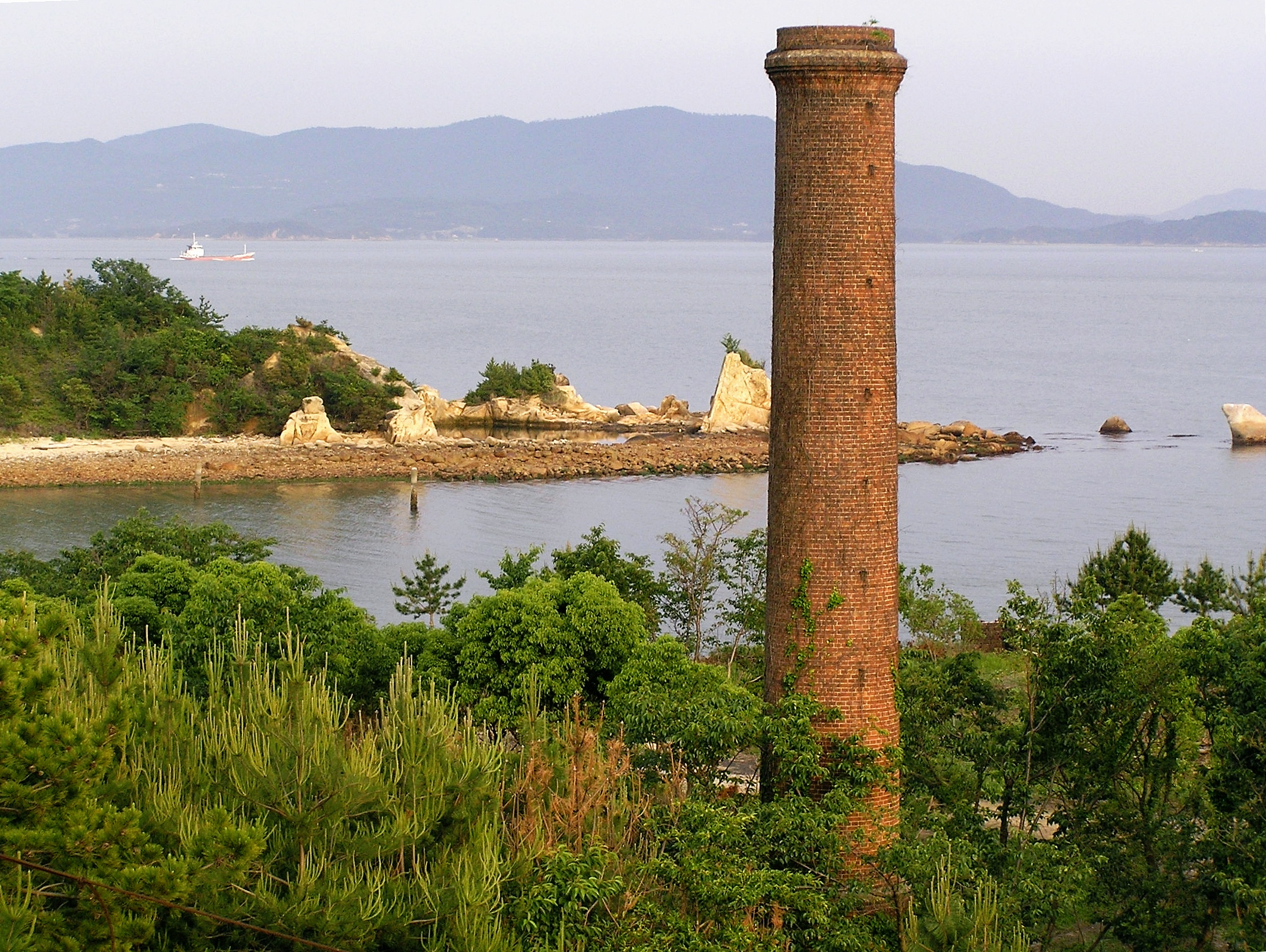
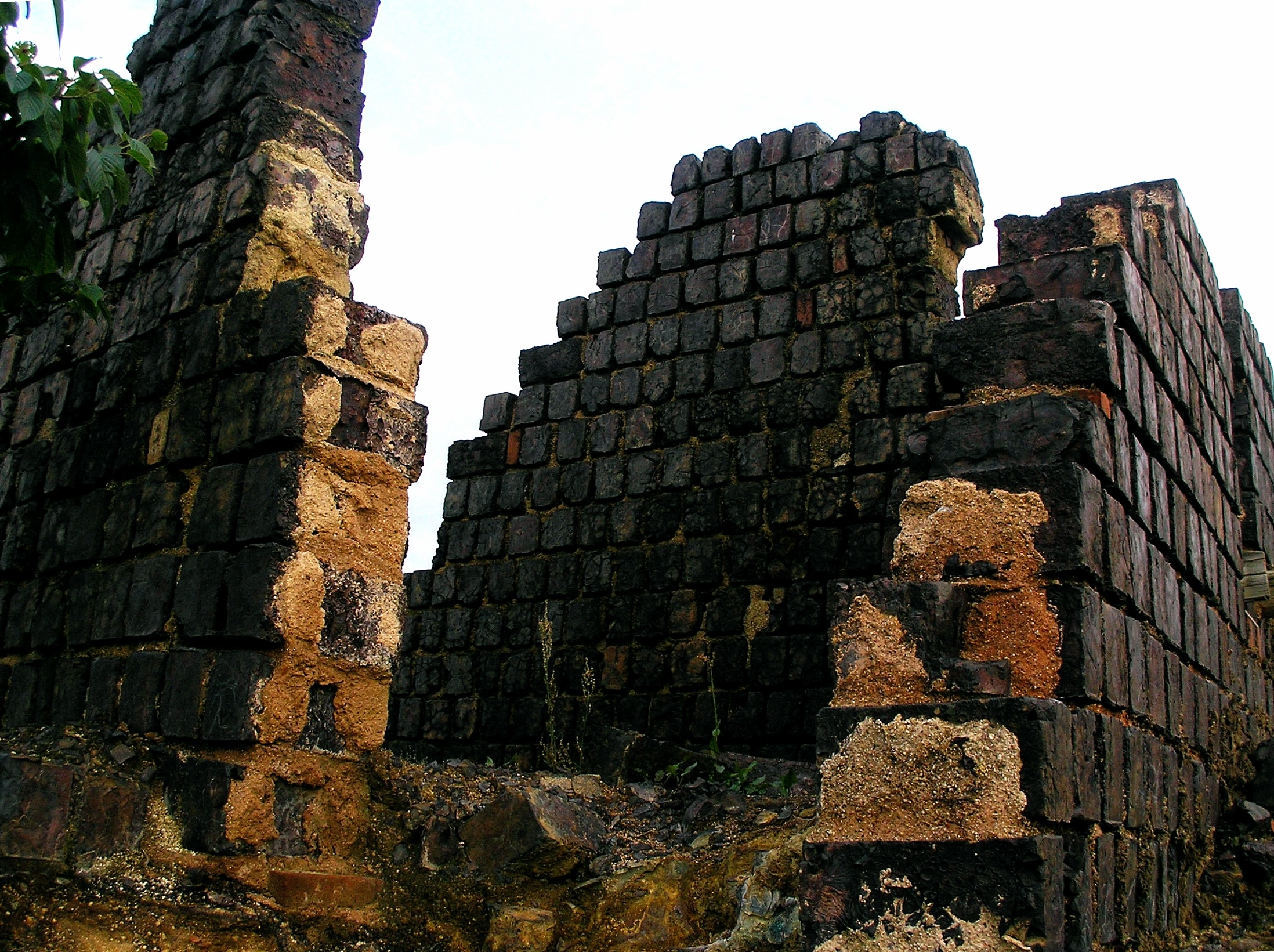
黒く大きいレンガが特徴の犬島精錬所跡。
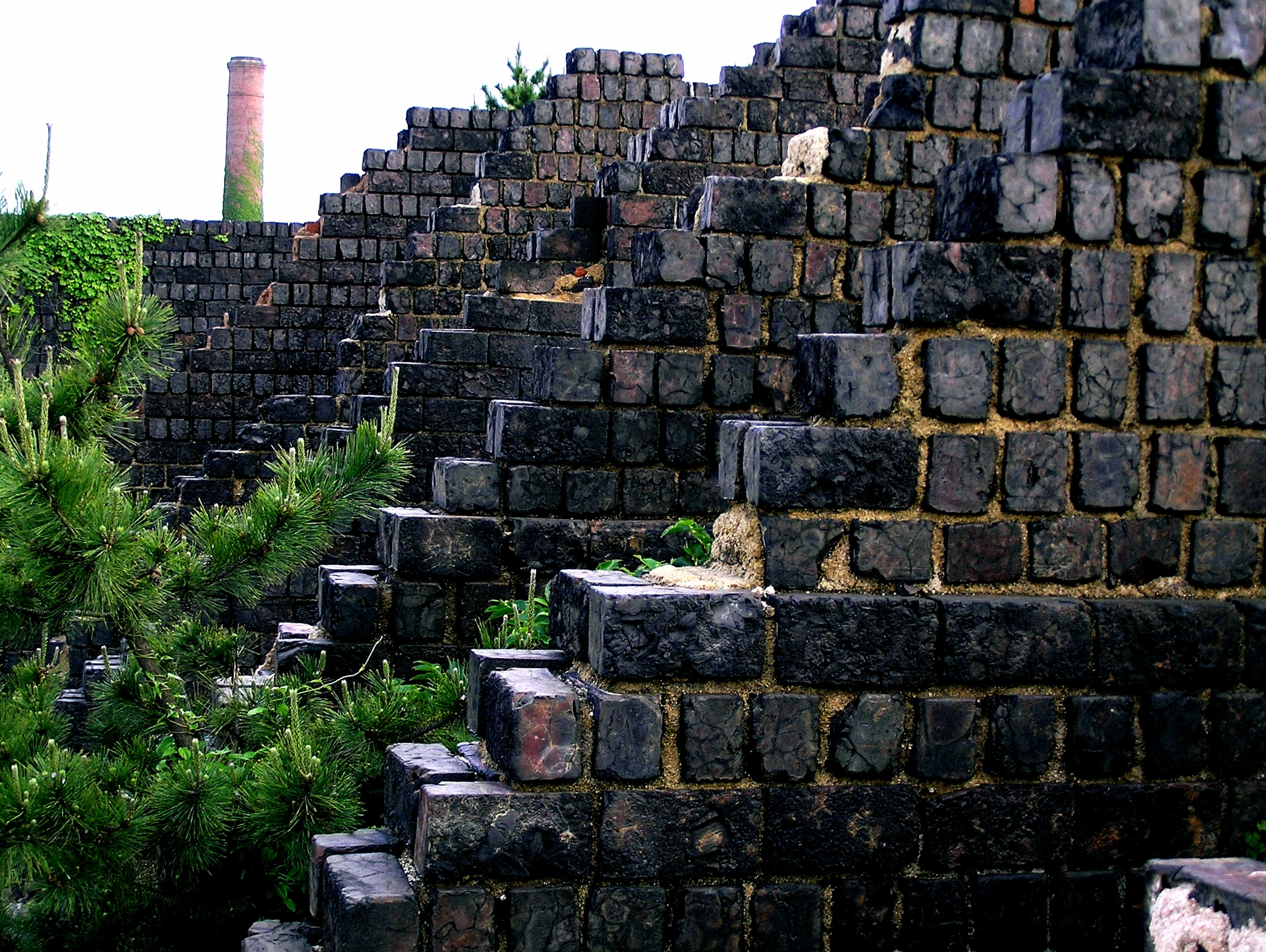
犬島精錬所跡。
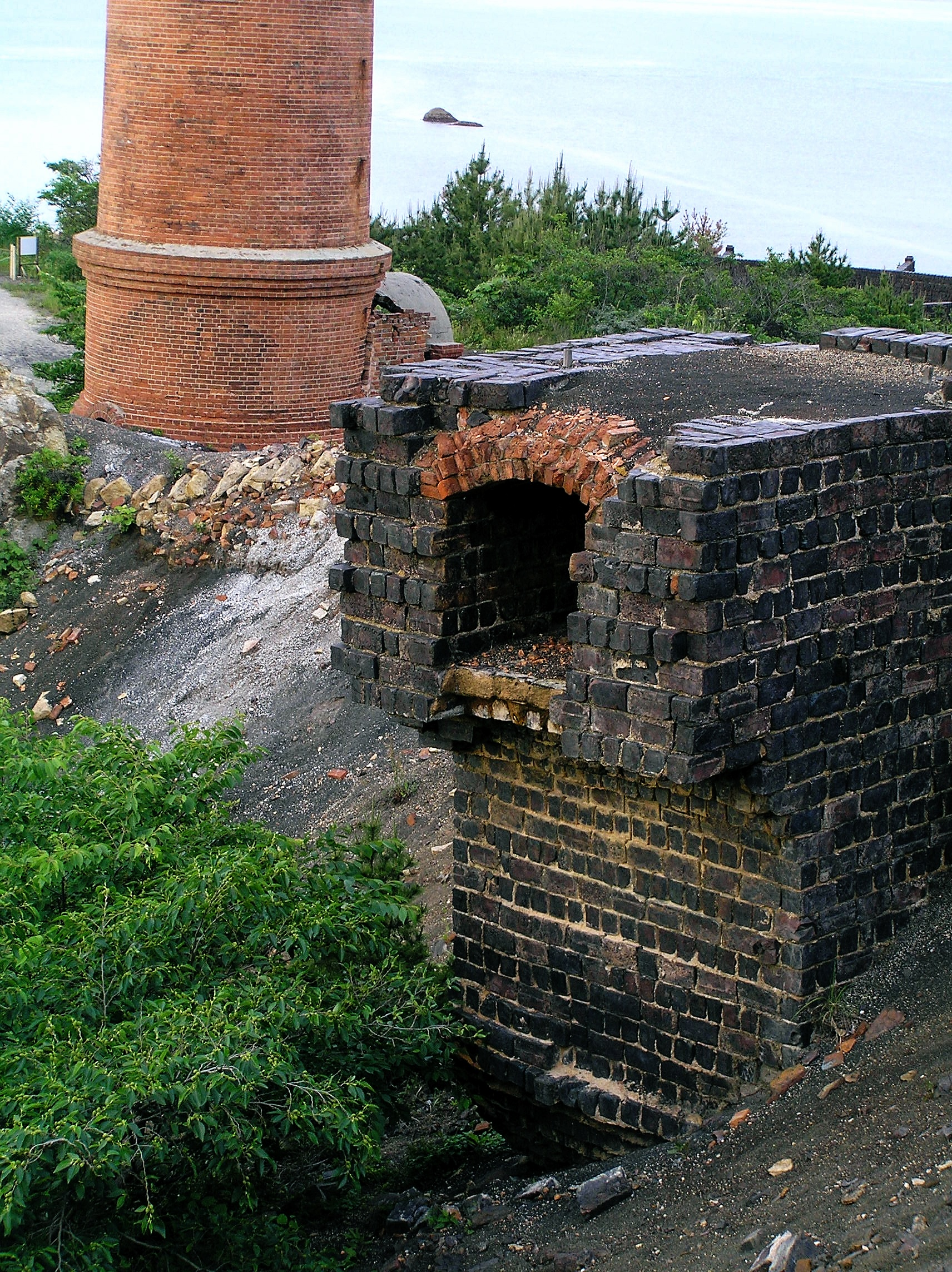
犬島精錬所跡。
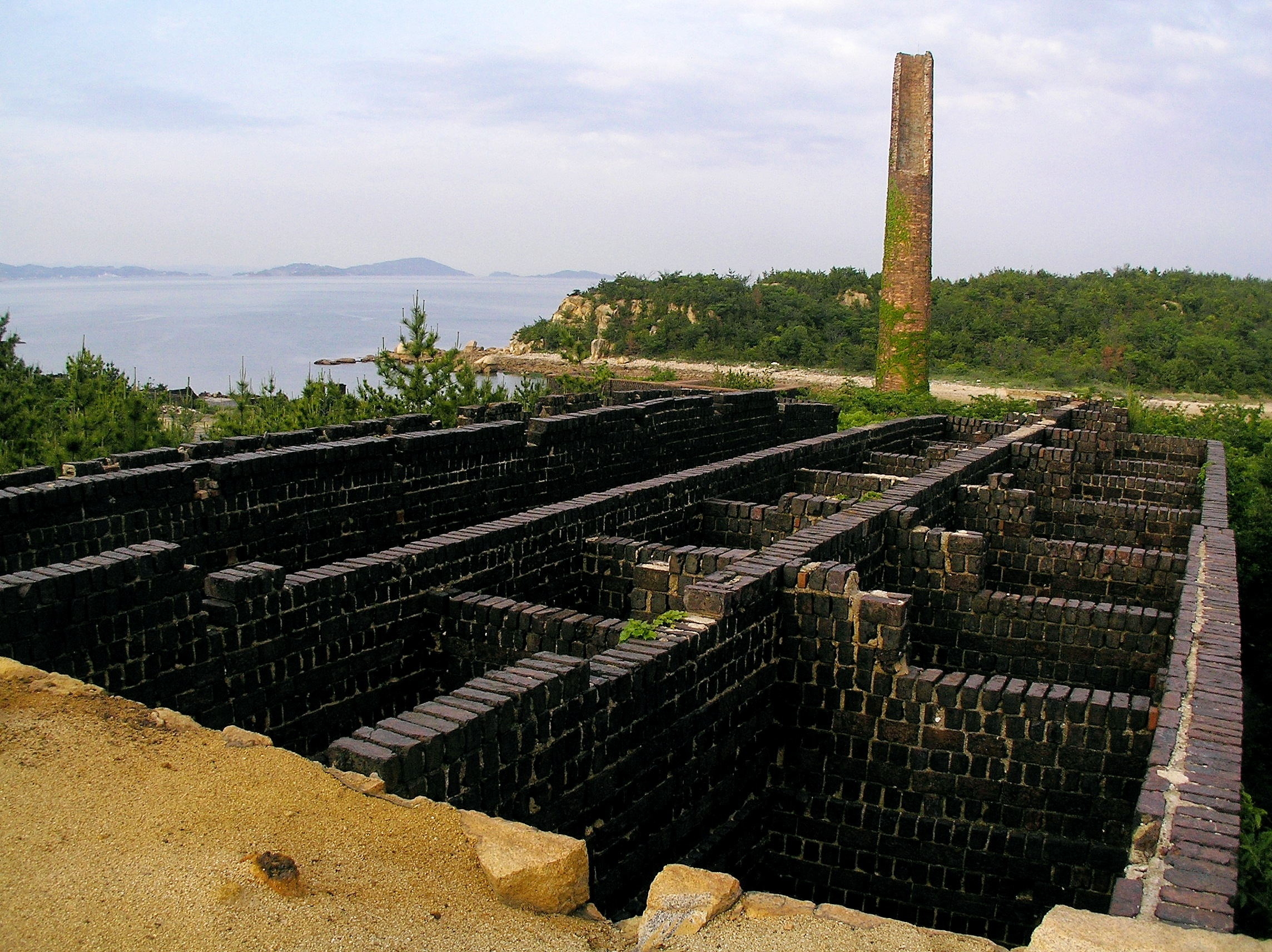
犬島精錬所跡。
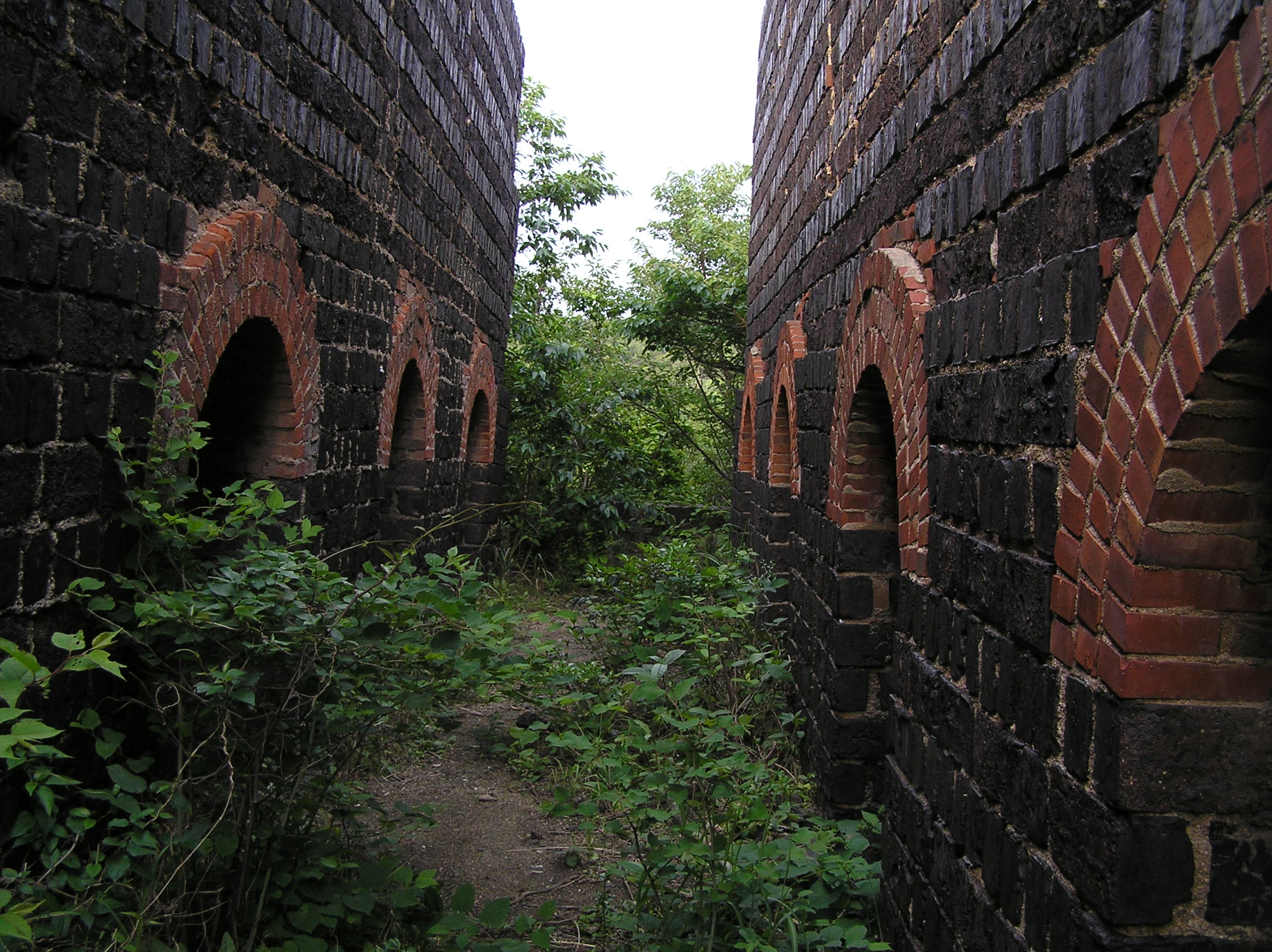
犬島精錬所跡。
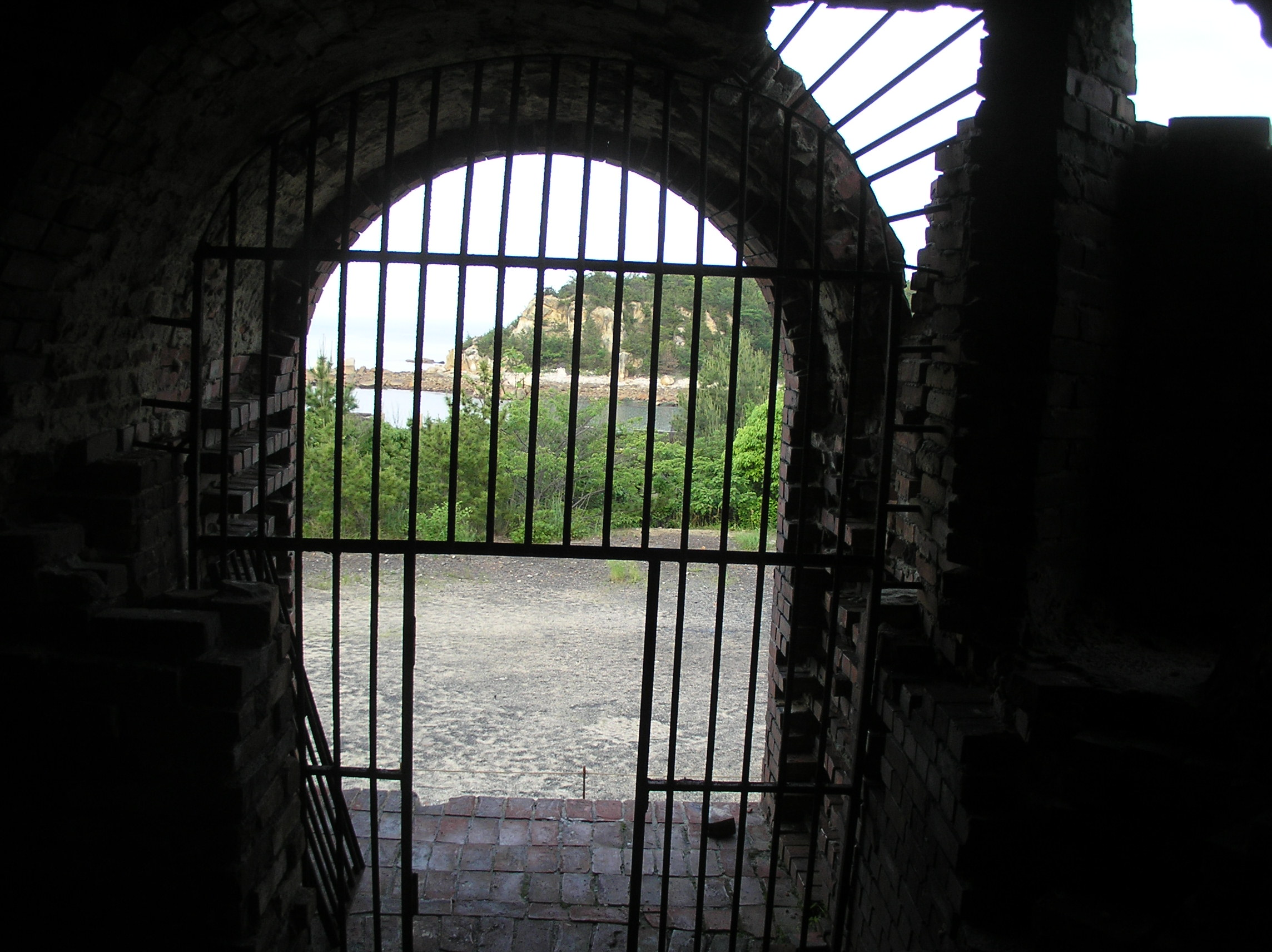
煙突内。
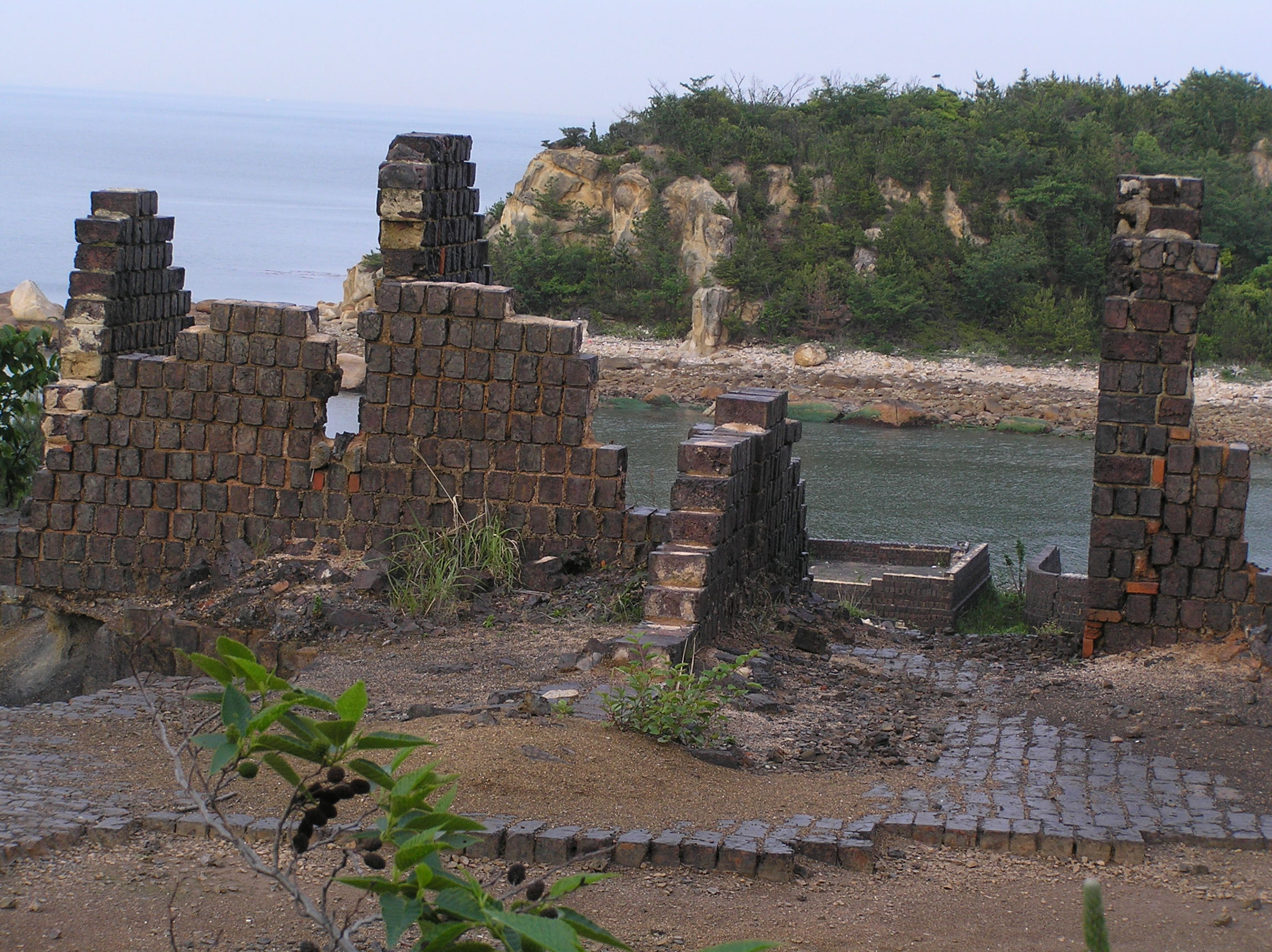
船着場付近。
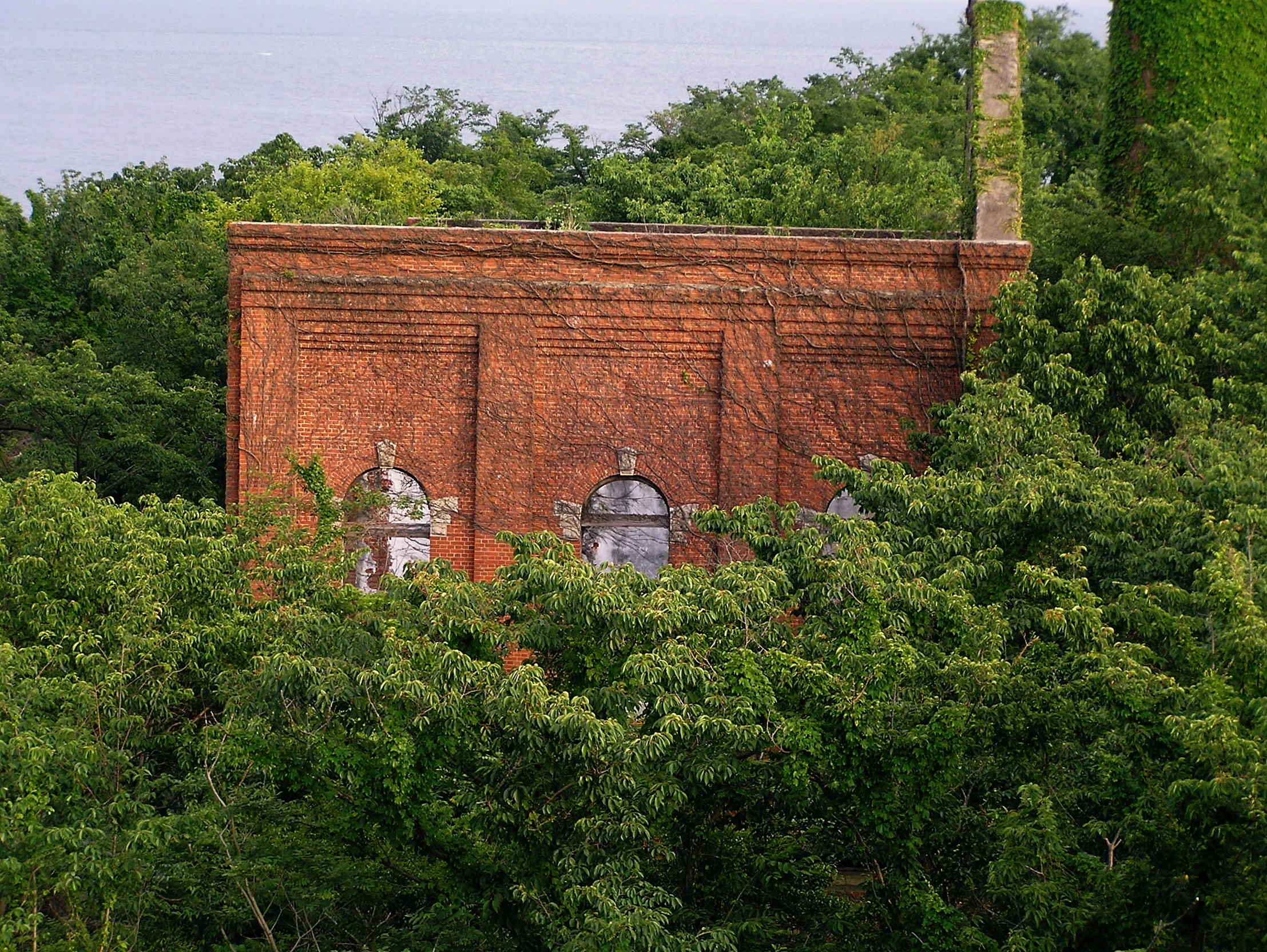
発電所跡。
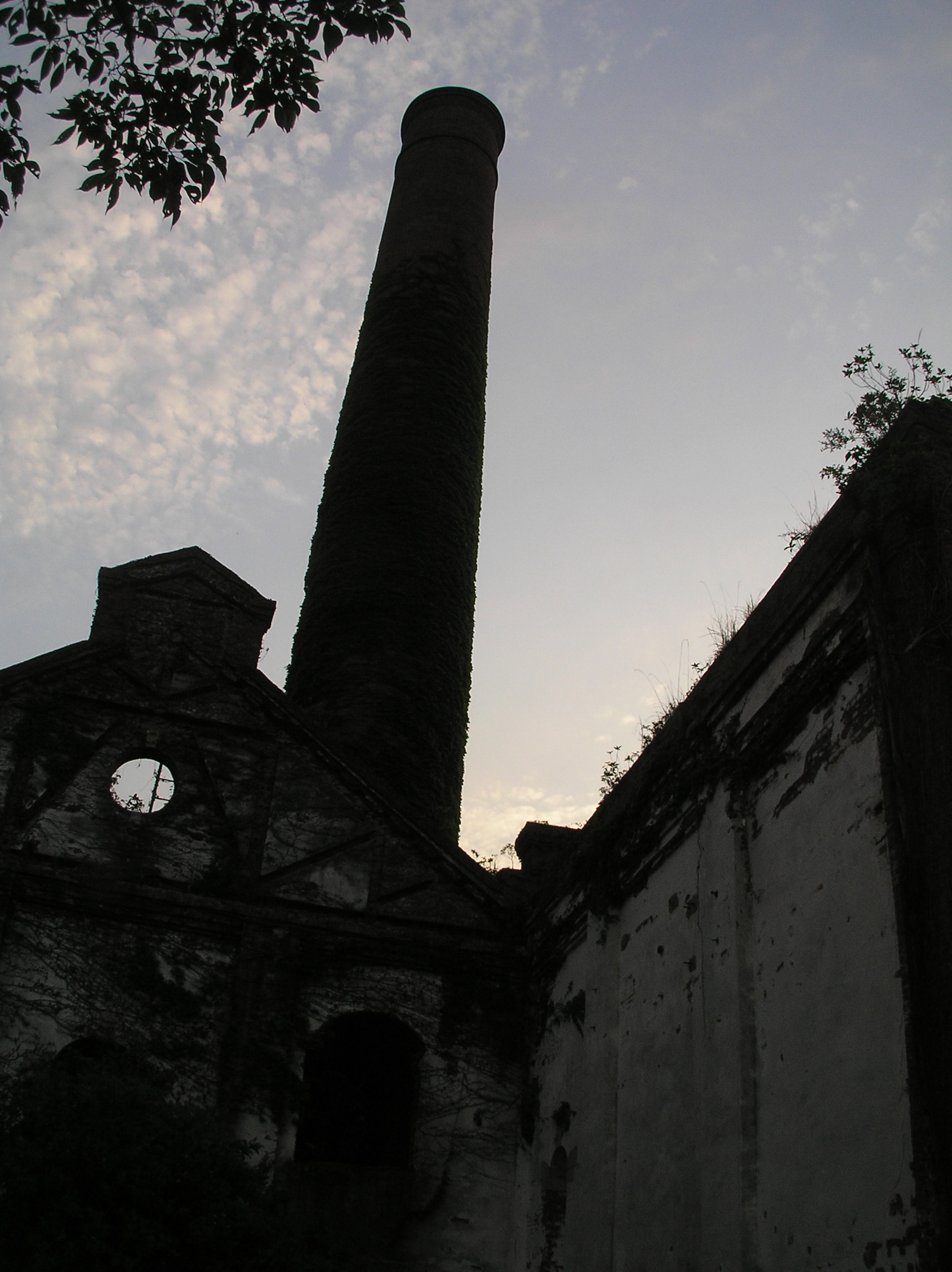
発電所跡。